# Železniční trať Pardubice – Havlíčkův Brod
Železniční trať Pardubice – Havlíčkův Brod (v jízdním řádu pro cestující označená číslem 238) je jednokolejná železniční trať. Provoz na trati byl zahájen v roce 1871. V roce 1952 proběhla výstavba Letiště Pardubice, z tohoto důvodu byla postavena přeložka trati.

## Popis trati
Trať vede ze stanice Pardubice - Rosice nad Labem přes Chrudim, Chrast u Chrudimi, Žďárec u Skutče, Hlinsko v Čechách, Ždírec nad Doubravou a Chotěboř do Havlíčkova Brodu. 
Trať je v celé délce jednokolejná a je součástí celostátní dráhy. 
Cesta z Pardubic - hlavního nádraží do Chrudimi (Havlíčkova Brodu) je komplikovaná úvratí ve stanici Pardubice-Rosice nad Labem.

## Ostřešanská spojka
Ostřešanská spojka je název pro návrh alternativní trasy železniční trati v úseku Pardubice hl. n. – Chrudim. Společně s Jesenčanskou a Medlešickou spojkou se jedná o návrhy, jak zrychlit železniční spojení mezi oběma městy, které je řešeno úvratí ve stanici Pardubice-Rosice nad Labem. Ze všech návrhů byla tato skloňována nejčastěji.
Nová varianta zahrnuje využití části již existující železniční vlečky do průmyslového areálu Černá za Bory, odbočující z trati Praha – Česká Třebová. Trať měla dál pokračovat po vysokém náspu v těsné blízkosti obcí Nemošice, Ostřešany a Mikulovice, na stávající trať se má napojit u železniční zastávky Chrudim zastávka. Vybudovat nebo opravit se mělo celkem 13 mostních objektů.
Hlavním argumentem pro výstavbu alternativního spojení je výrazné zrychlení provozu. Podle odhadů se měla jízdní doba, která dosud činí 15 až 30 minut, zkrátit na třetinu až polovinu, a to zejména díky odstranění úvrati. Zároveň se zvažovalo zřízení nových železničních zastávek Pardubice průmyslová zóna, Pardubice-Nemošice a Ostřešany. Proti výstavbě se postavily zejména obce Ostřešany a Chrudim, především kvůli zásahu do krajiny vybudováním místy až 10 metrů vysokého náspu. V roce 2020 zároveň skončilo neúspěchem projednávání návrhu Správy železnic Ministerstvem životního prostředí České republiky.
V listopadu 2023 Správa železnic zveřejnila výsledky studie, která existenci nové trati označila za neekonomickou a těžko prosaditelnou vzhledem k odporu potenciálně zasažených obcí. Pochybnosti zároveň vyjádřili i krajští politici. Ostřešanská spojka tak byla nejspíš nadobro zavržena. 
Správa železnic však zvažuje možnost elektrifikace celé stávající trati 238 (Pardubice-Rosice nad Labem-Havlíčkův Brod a přilehlý úsek Žďárec u Skutče-Skuteč). Hovoří se také o tom, že by v budoucnu mohla vzniknout trať úplně jiná, navázaná na VRT Polabí. Vzniklo by tak přímé spojení Chrudim-Pardubice-Praha, cestovní doba by se v celé délce v takovém případě mohla snížit až na 30 minut. Tento scénář je v současné době (11/2023) předmětem studie proveditelnosti.

## Navazující tratě

### Pardubice
- Železniční trať Kolín – Česká Třebová

### Pardubice-Rosice nad Labem
- Železniční trať Pardubice–Jaroměř–Liberec

### Chrudim
- Železniční trať Chrudim – Borohrádek

### Chrast u Chrudimi
- zrušená železniční trať Hrochův Týnec – Chrast u Chrudimi

### Žďárec u Skutče
- Železniční trať Svitavy – Žďárec u Skutče

### Havlíčkův Brod
- Železniční trať Havlíčkův Brod – Veselí nad Lužnicí
- Železniční trať Kolín – Havlíčkův Brod
- Železniční trať Havlíčkův Brod – Humpolec
- Železniční trať Brno – Havlíčkův Brod

## Stanice a zastávky

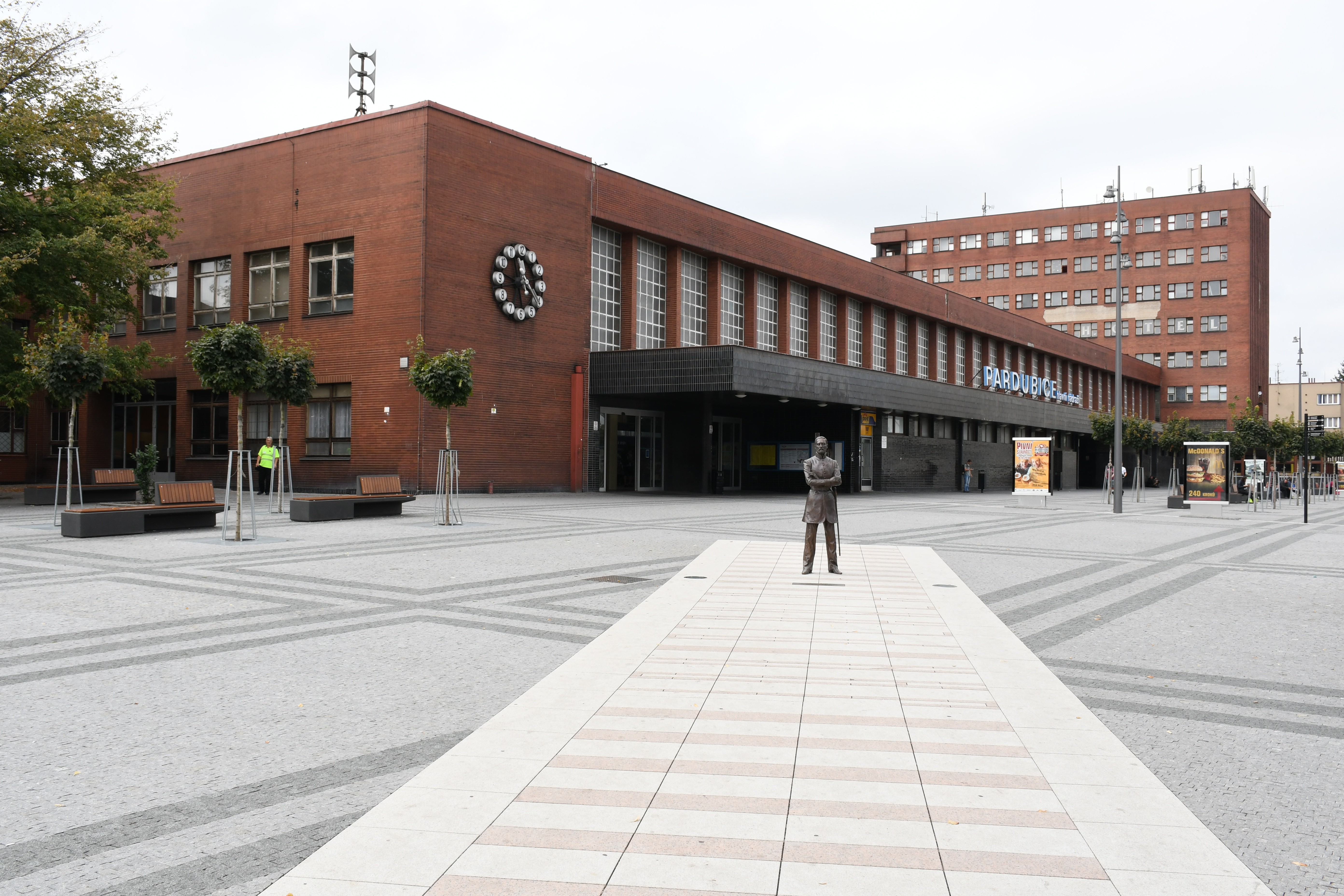
Pardubice hlavní nádraží
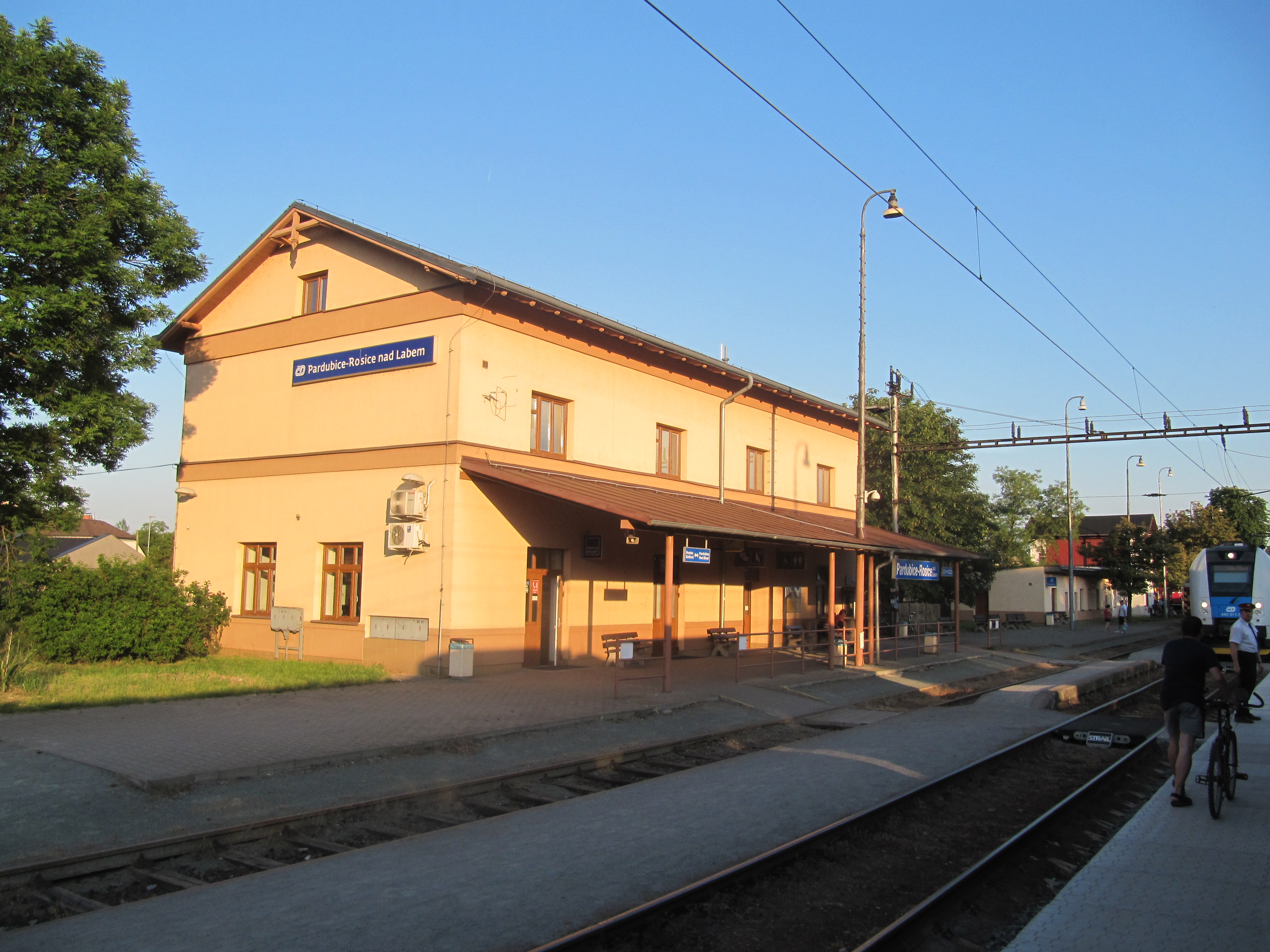
Pardubice-Rosice nad Labem
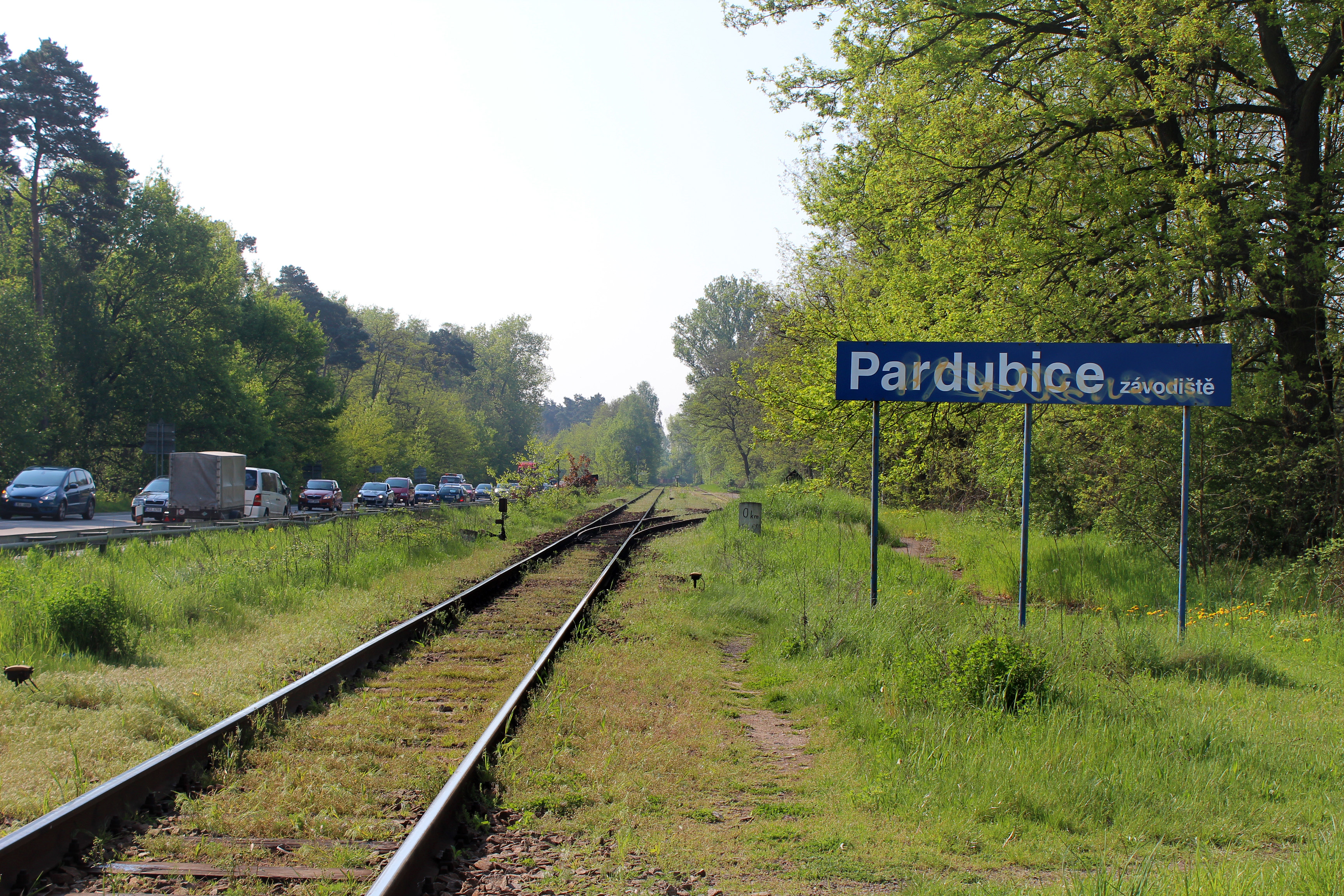
Pardubice závodiště
Staré Jesenčany
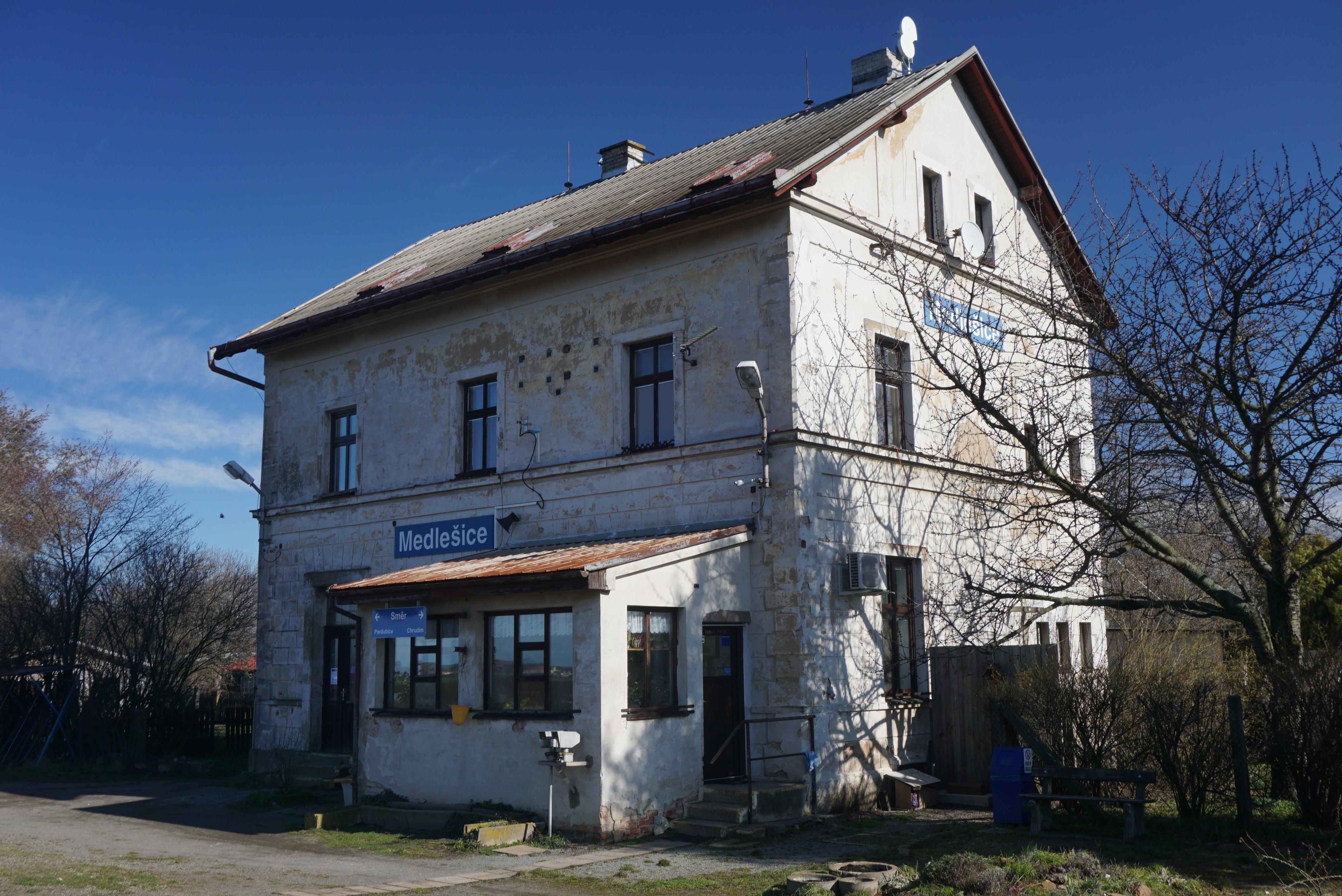
Medlešice
Chrudim zastávka
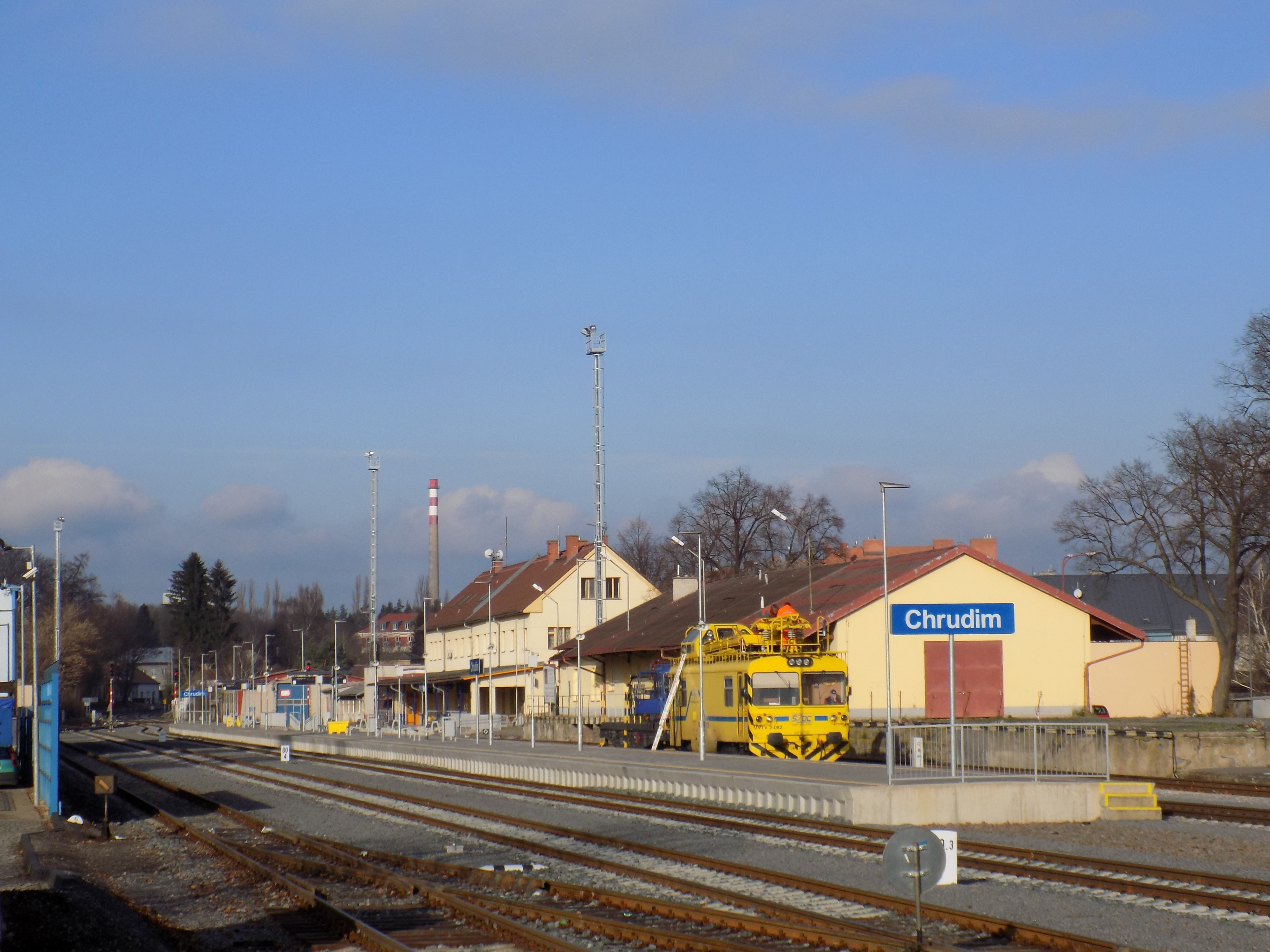
Chrudim
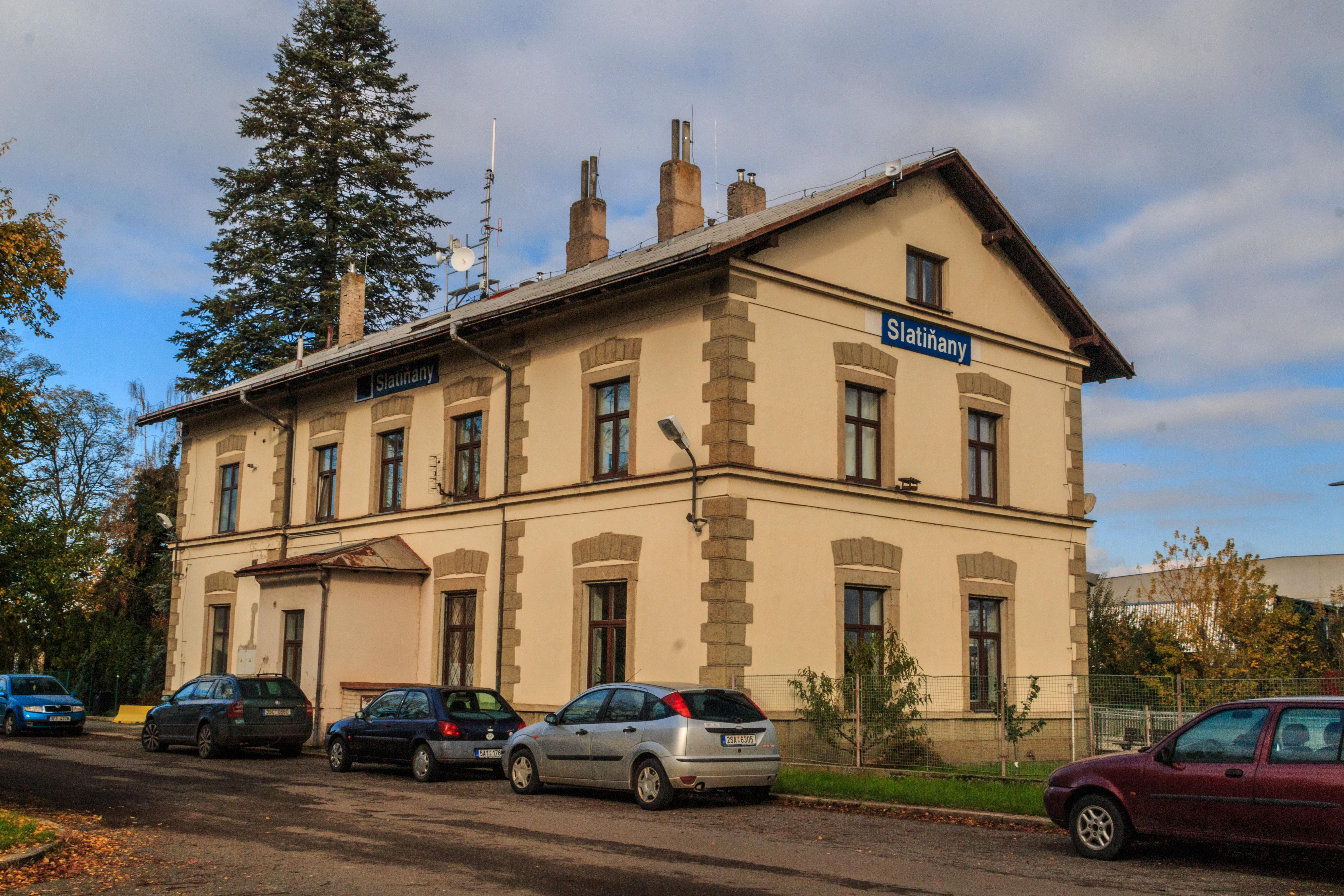
Slatiňany
Orel
Zaječice
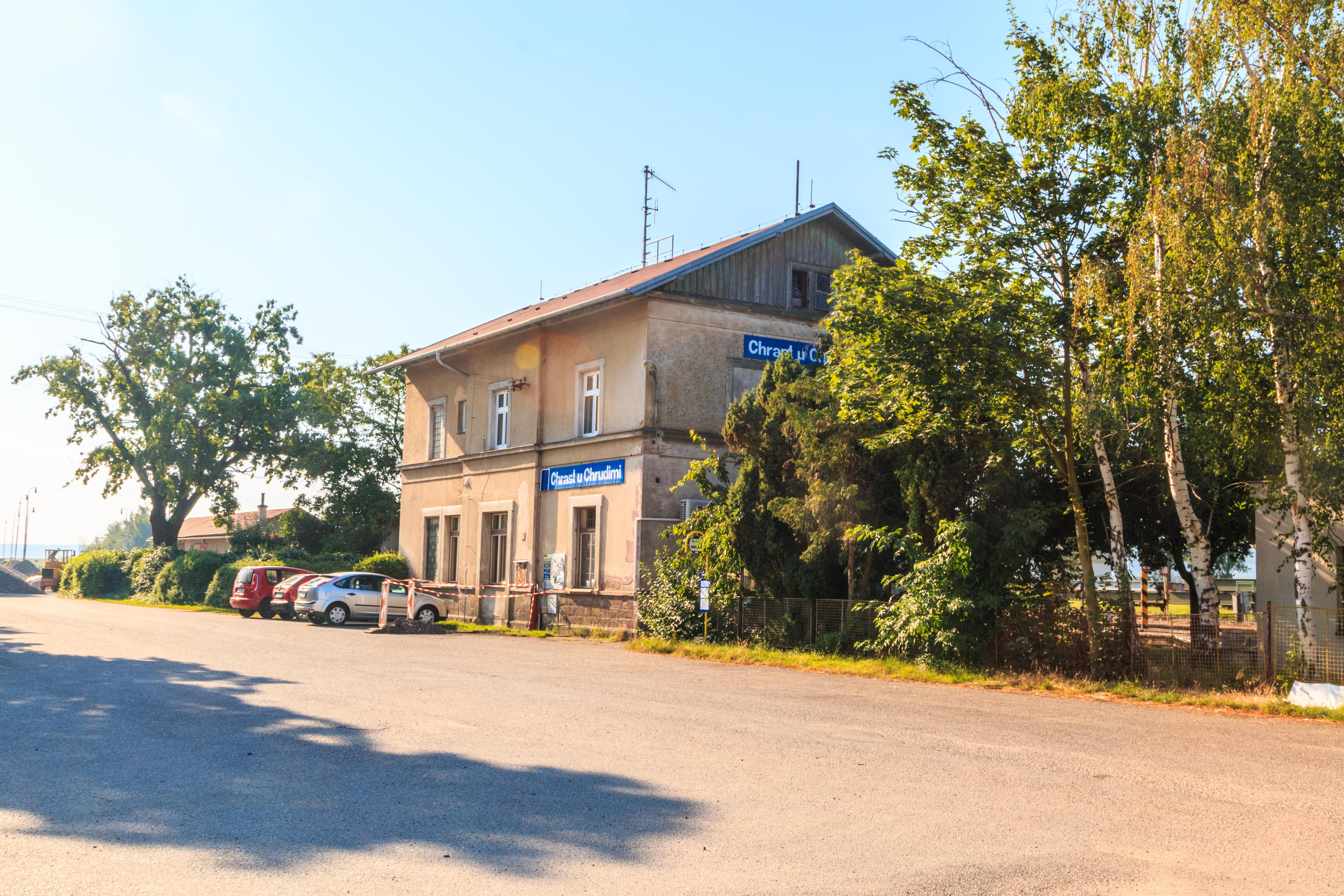
Chrast u Chrudimi
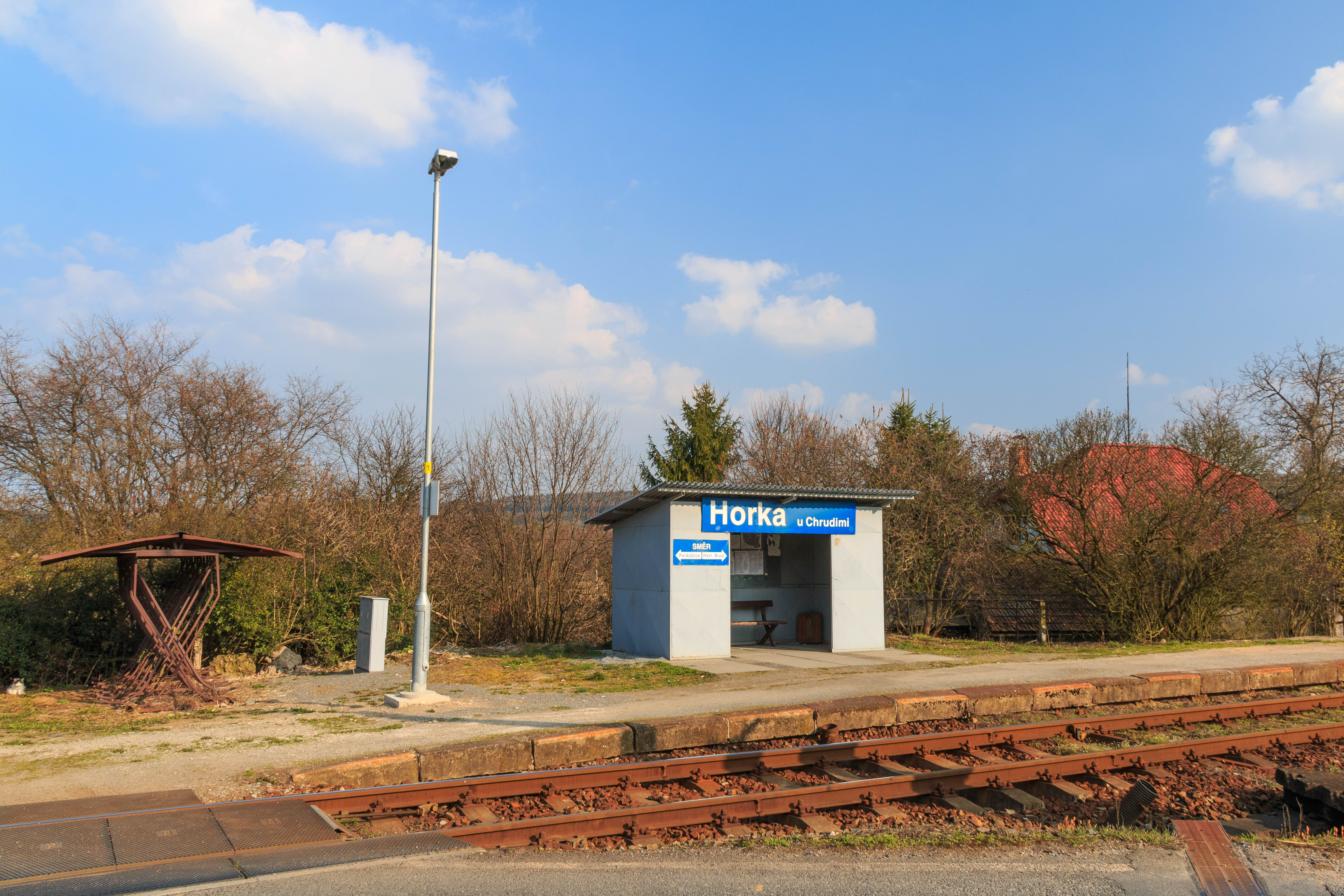
Horka u Chrudimi
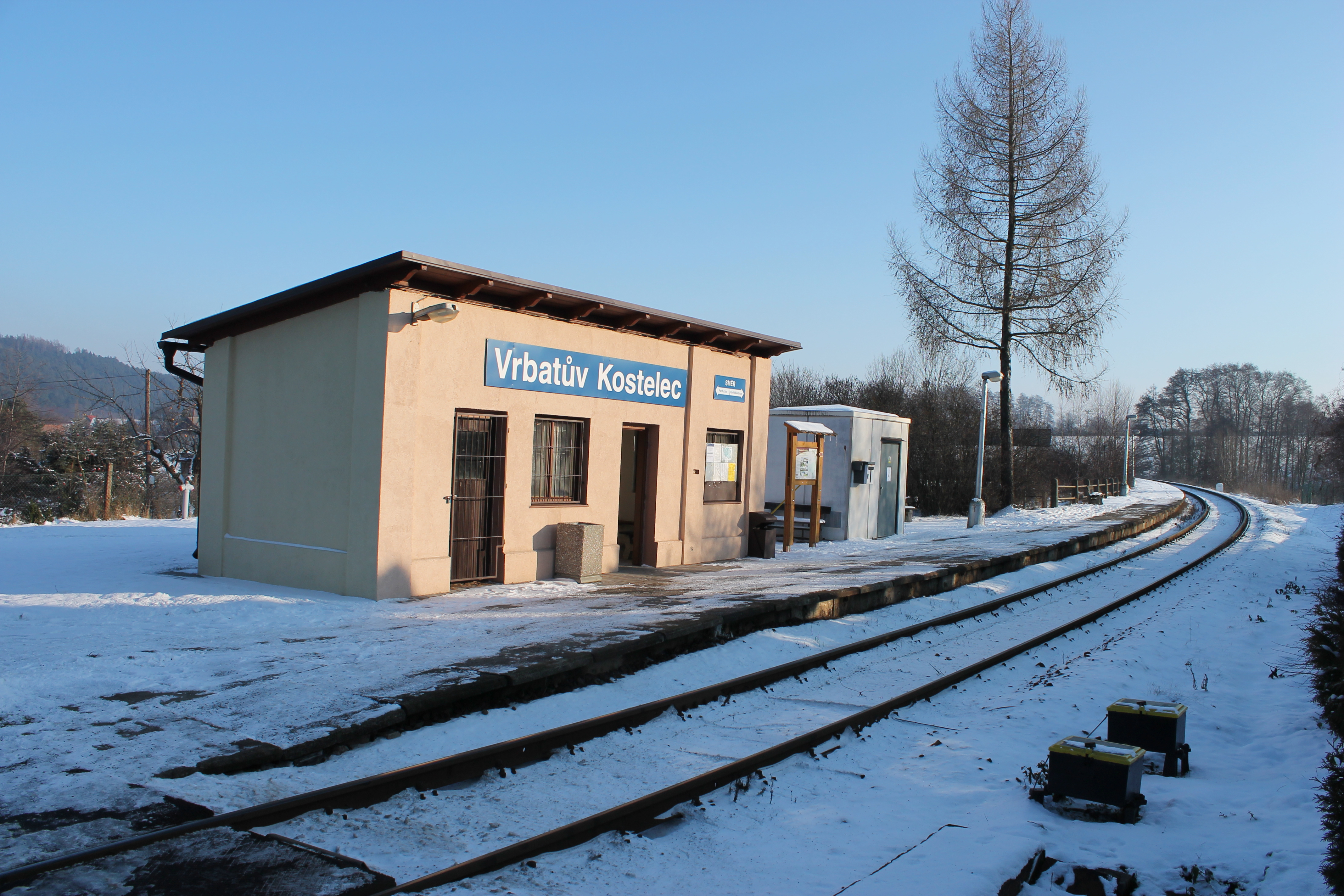
Vrbatův Kostelec
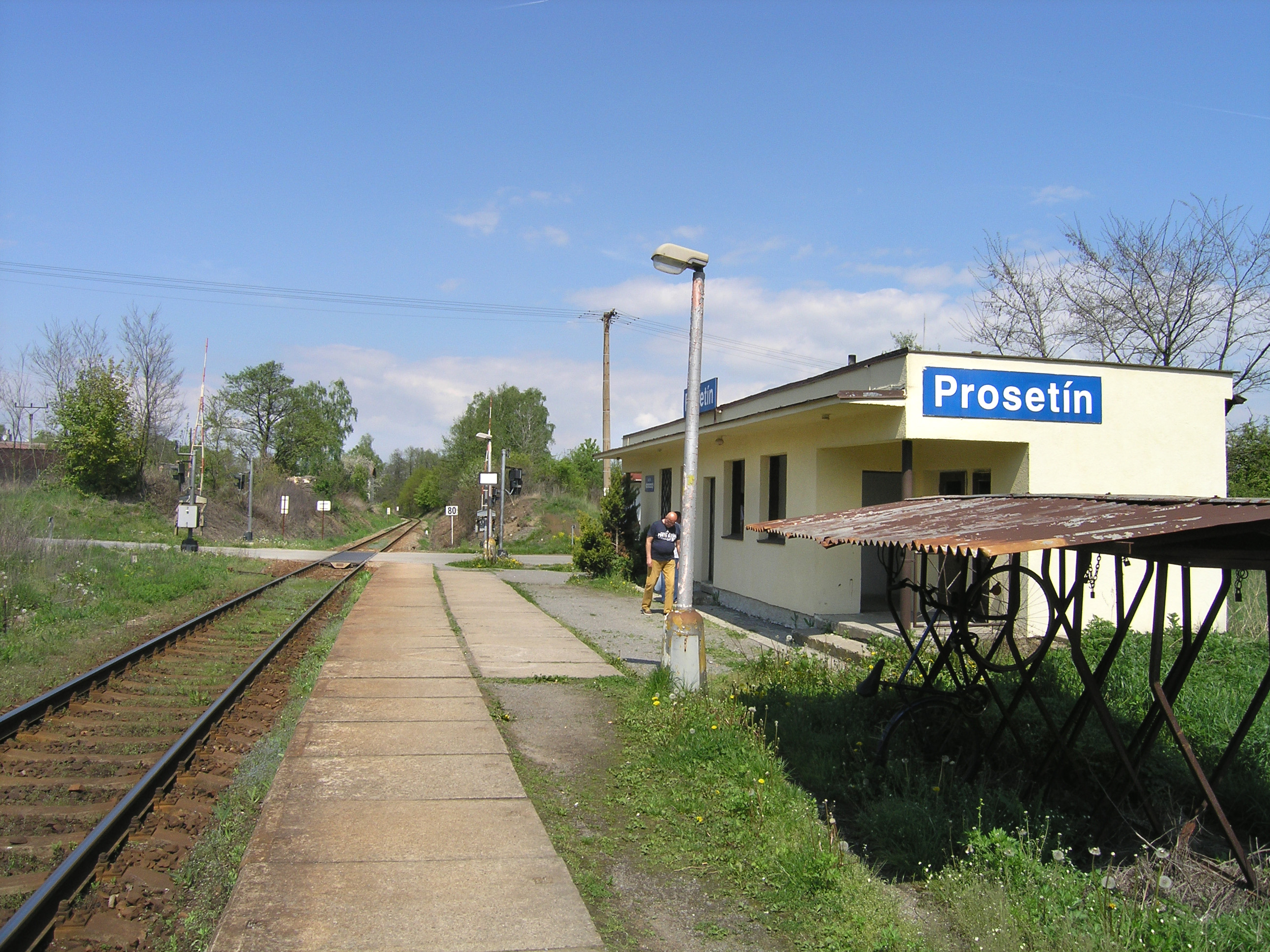
Prosetín
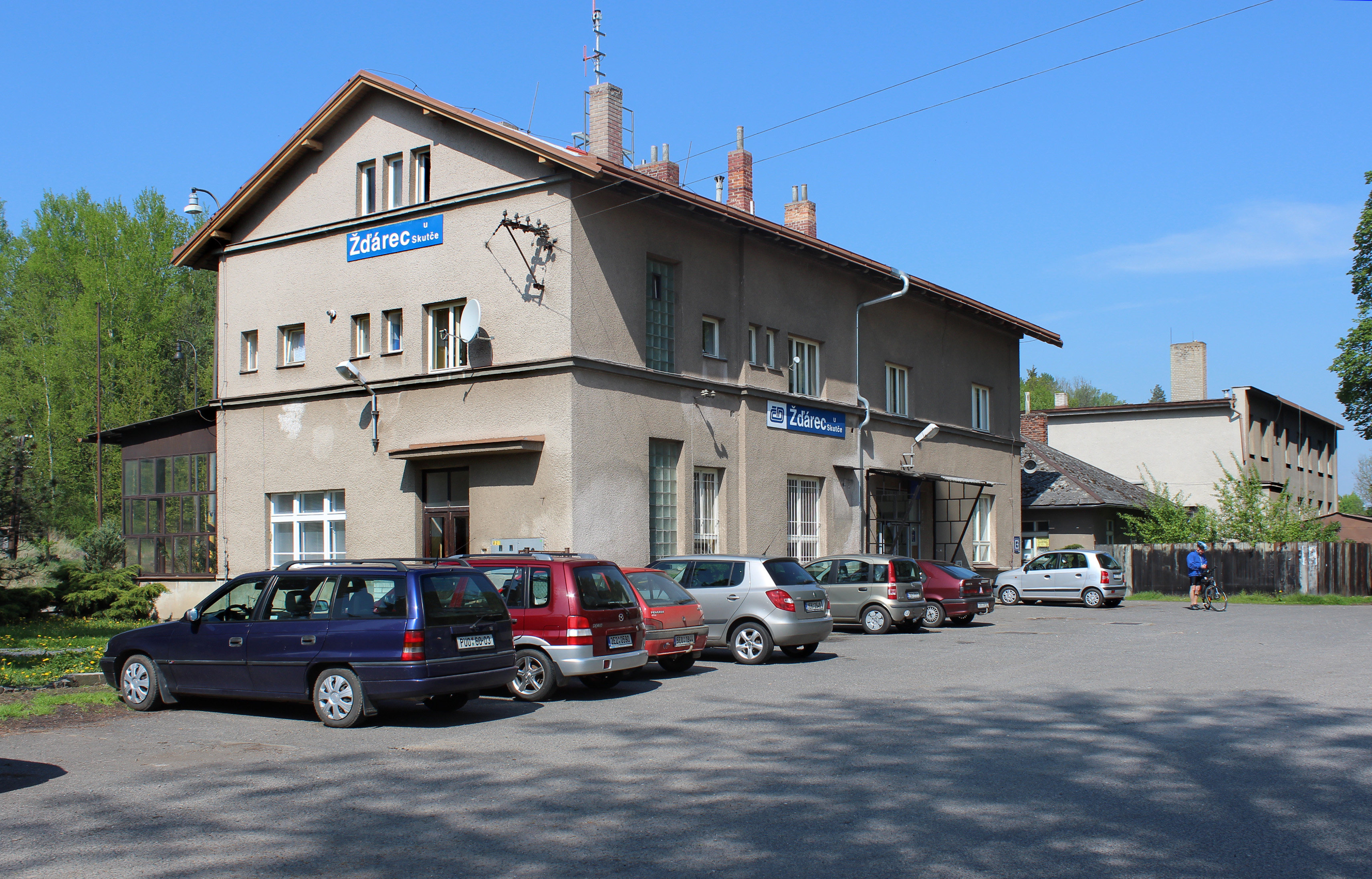
Žďárec u Skutče
Pokřikov
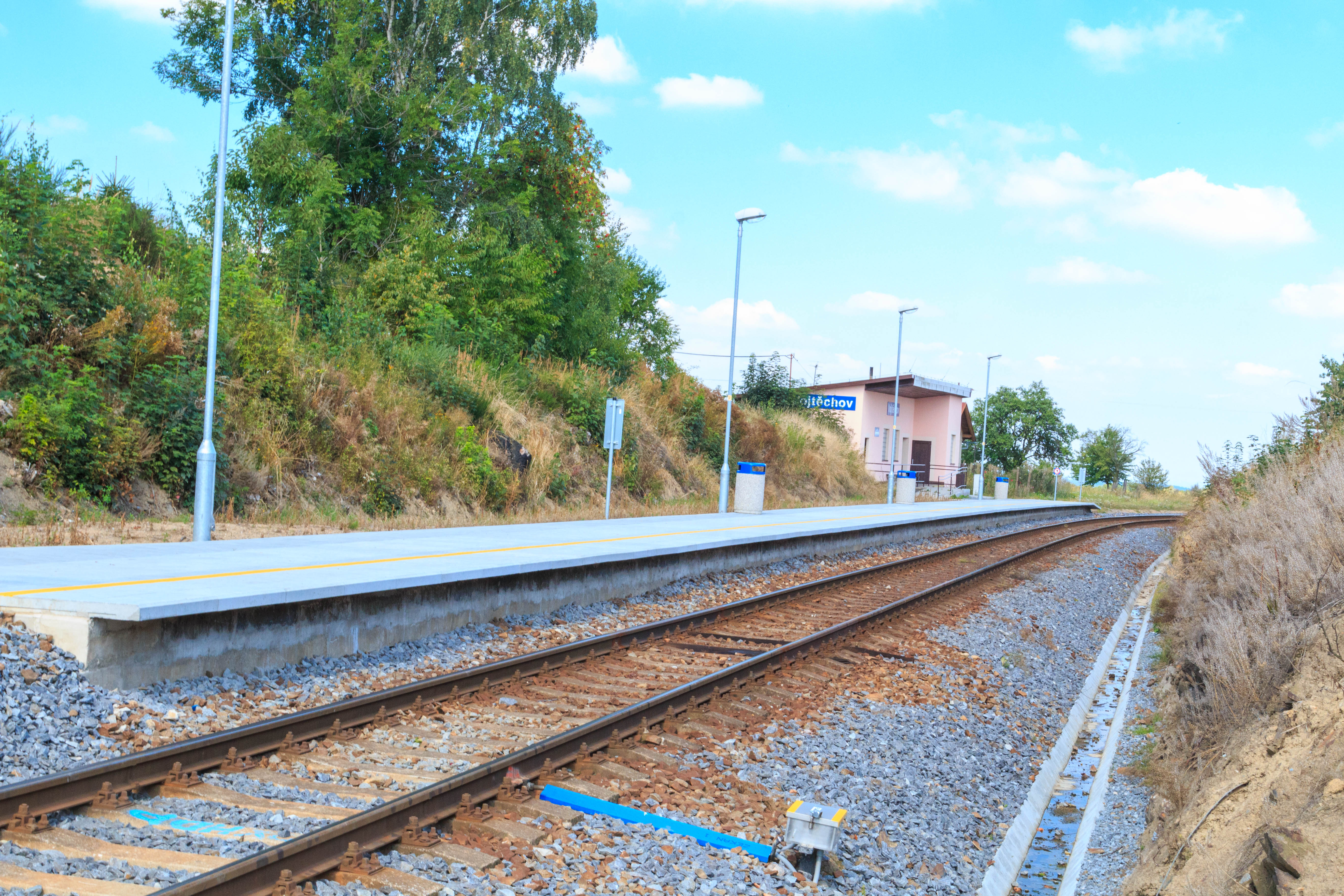
Vojtěchov
Holetín
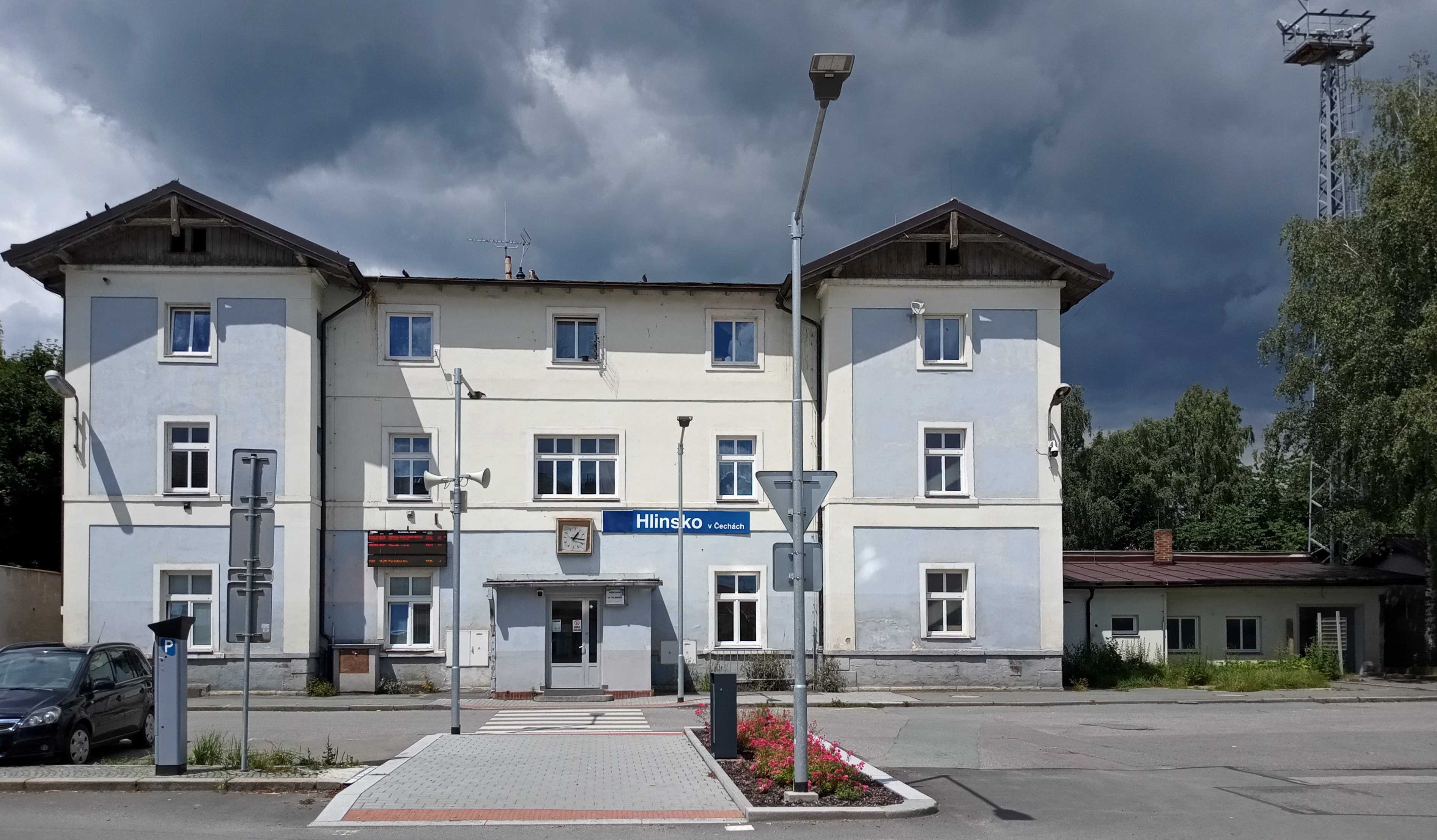
Hlinsko v Čechách
Hlinsko–Kouty (zruš.)
Vítanov
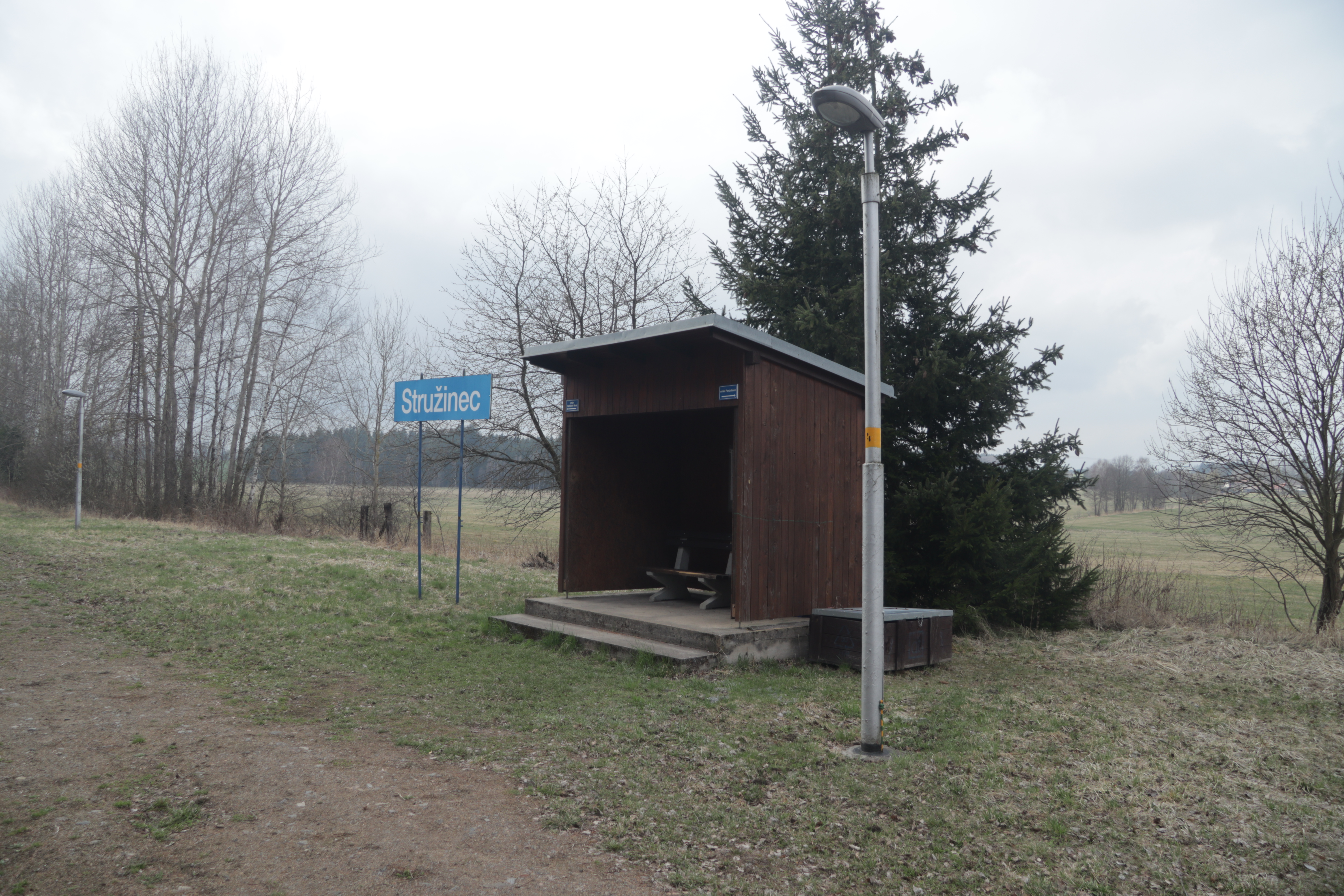
Stružinec
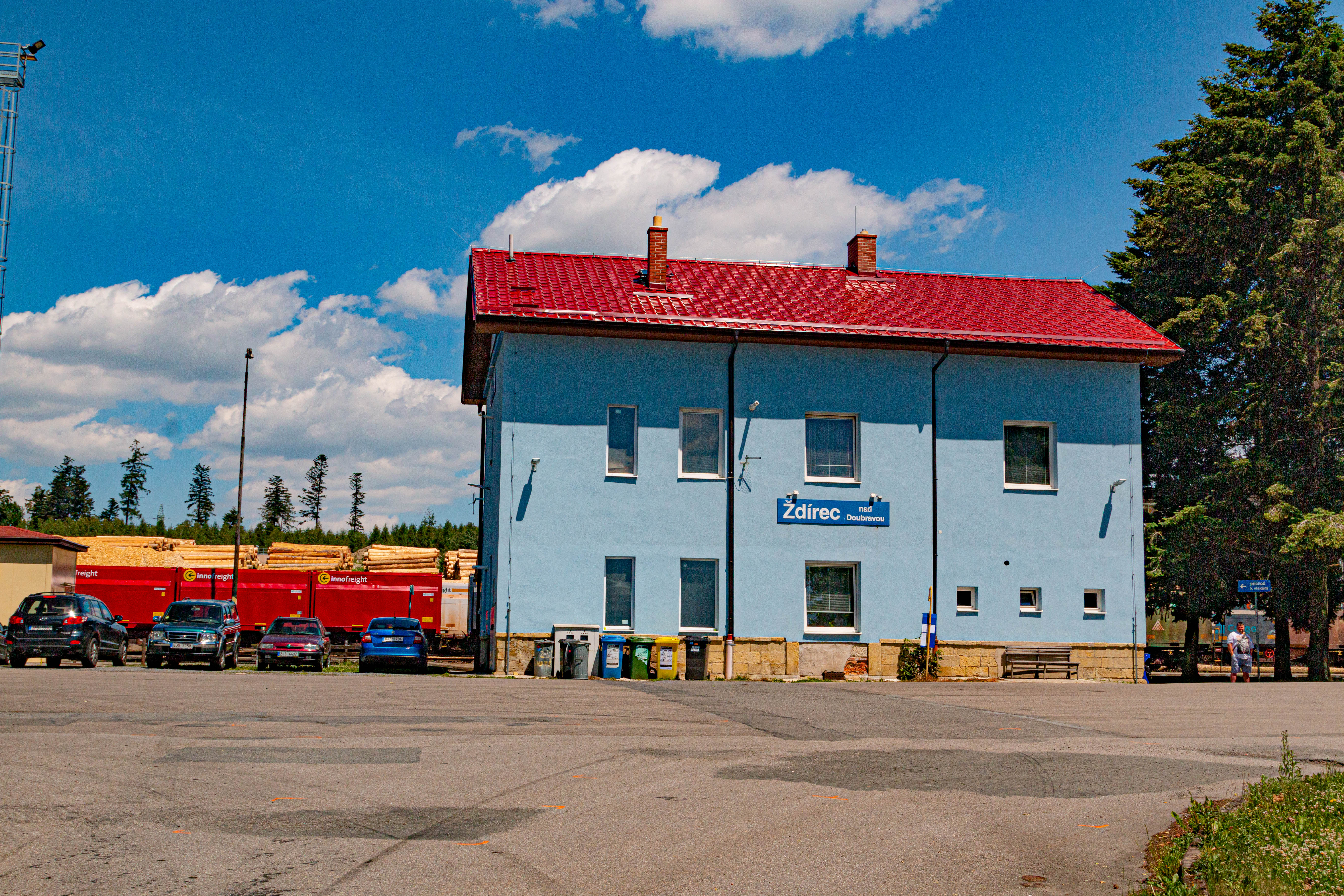
Ždírec nad Doubravou
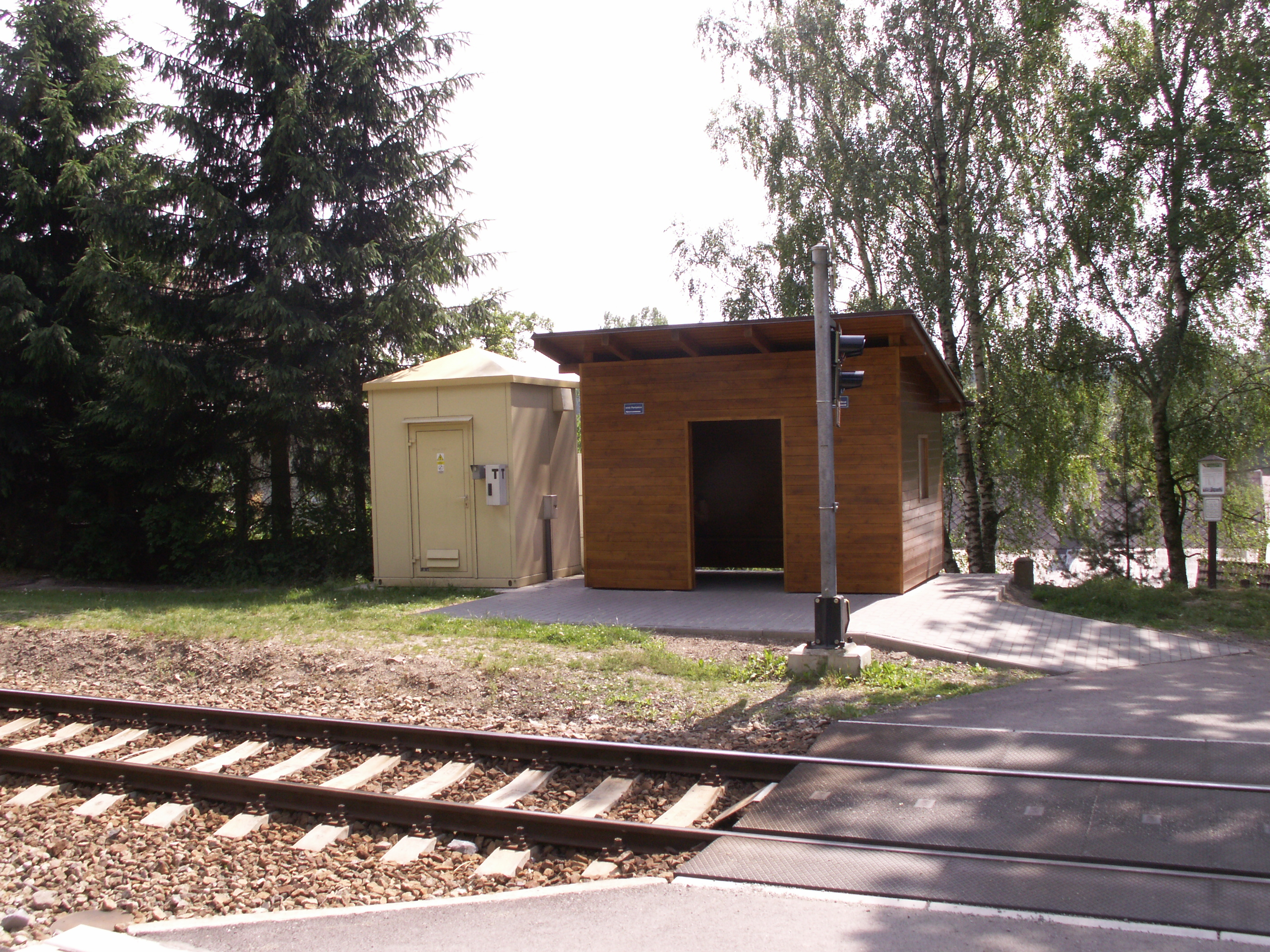
Sobíňov
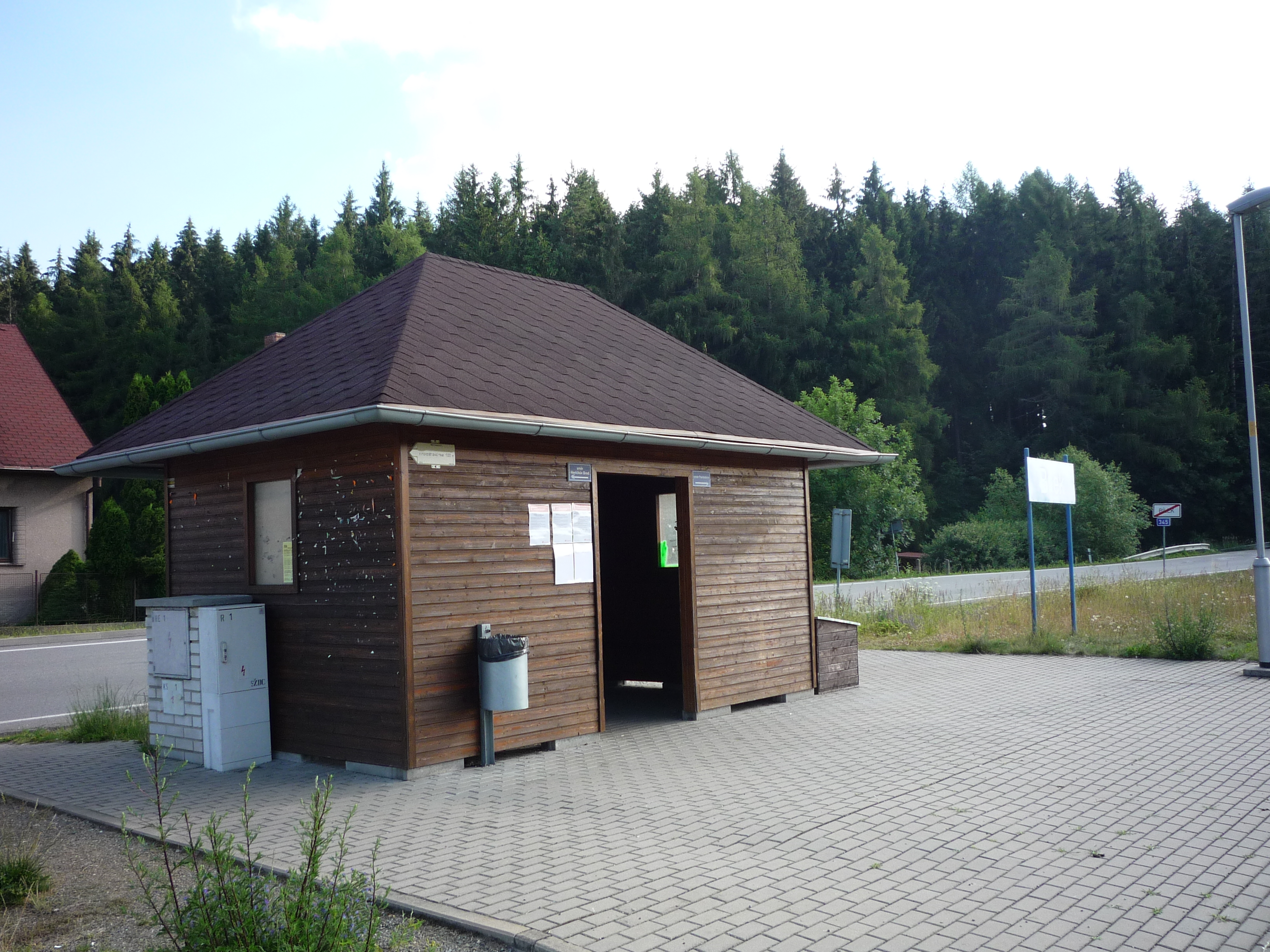
Bílek
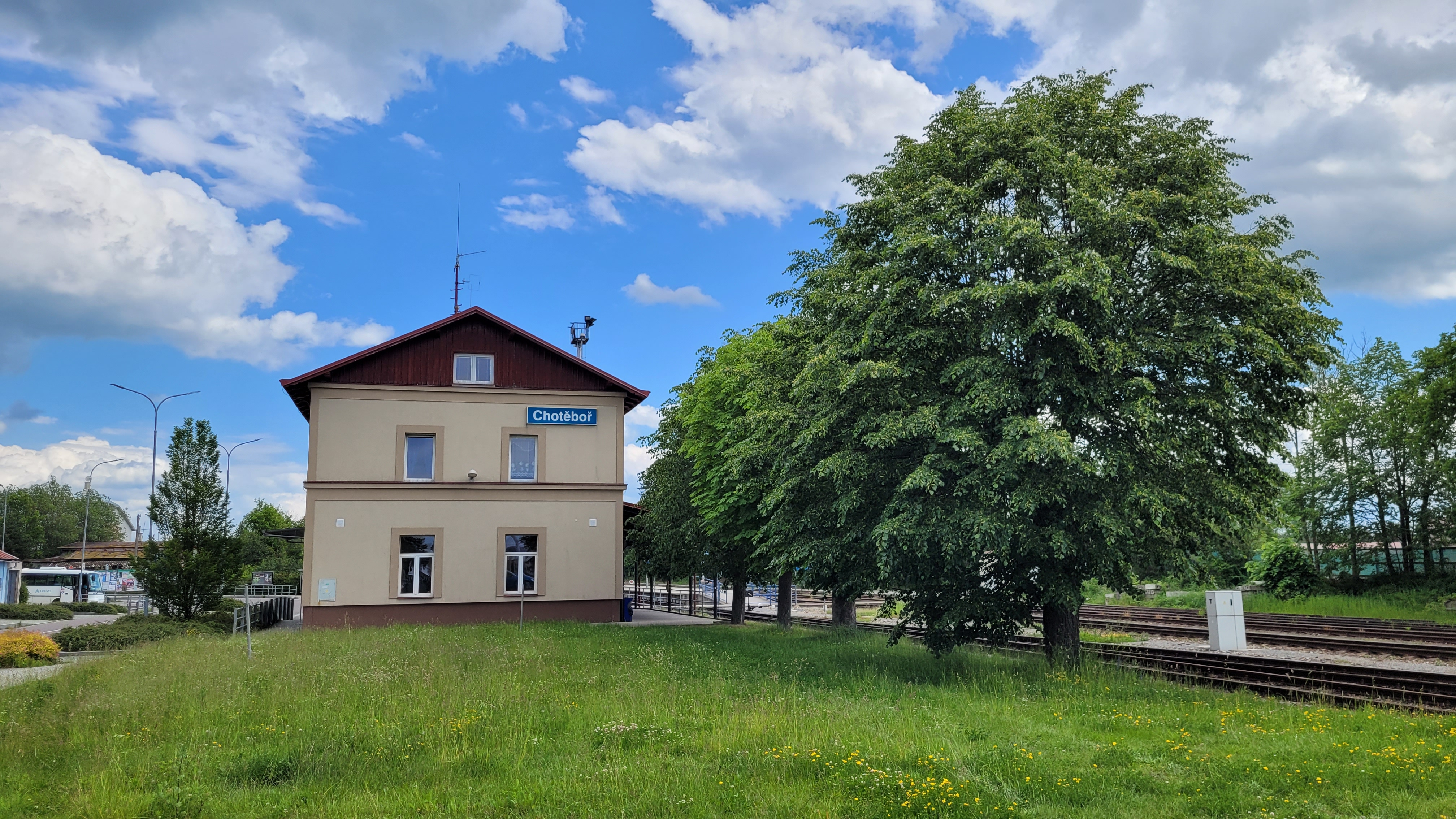
Chotěboř
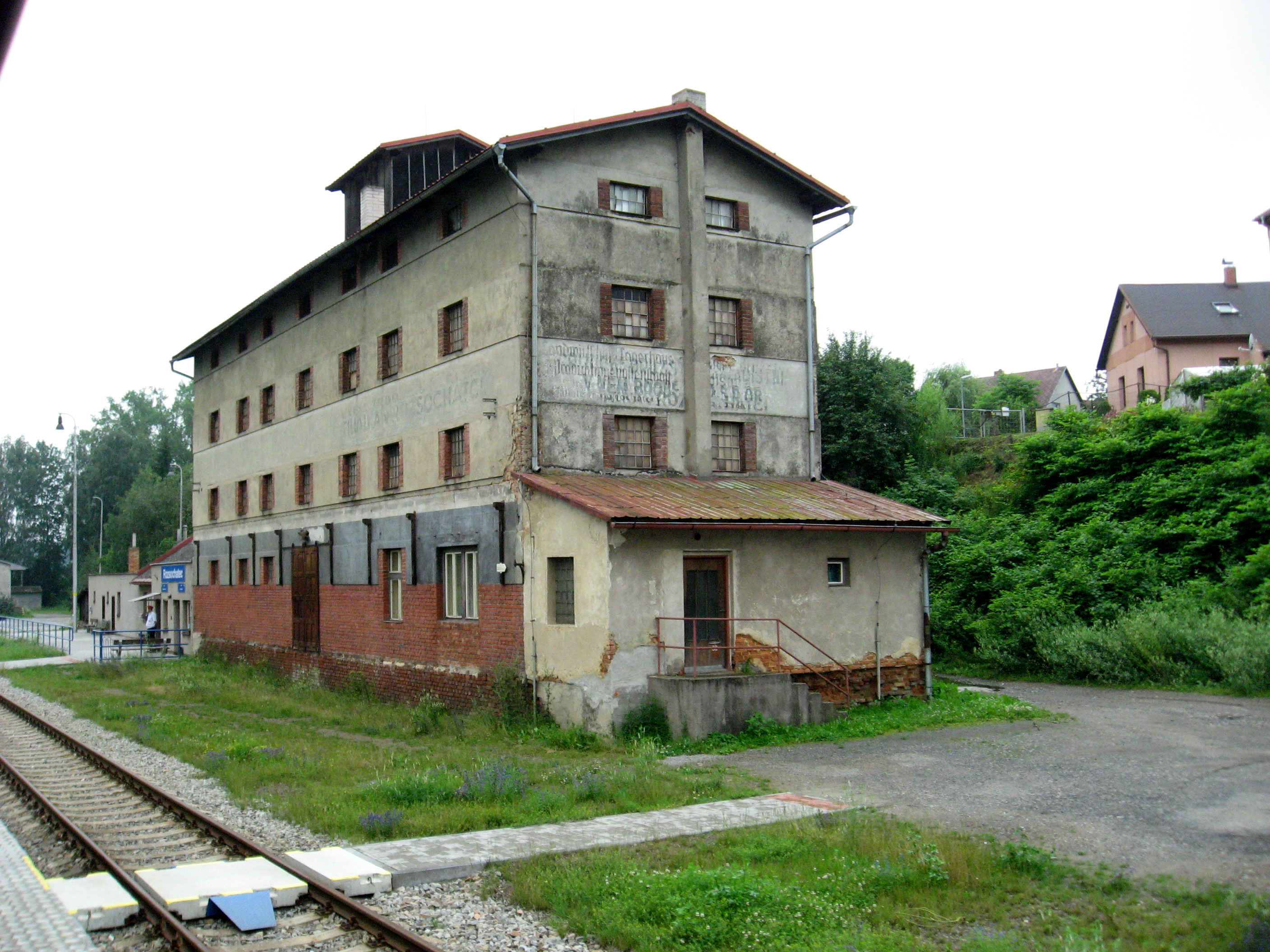
Rozsochatec
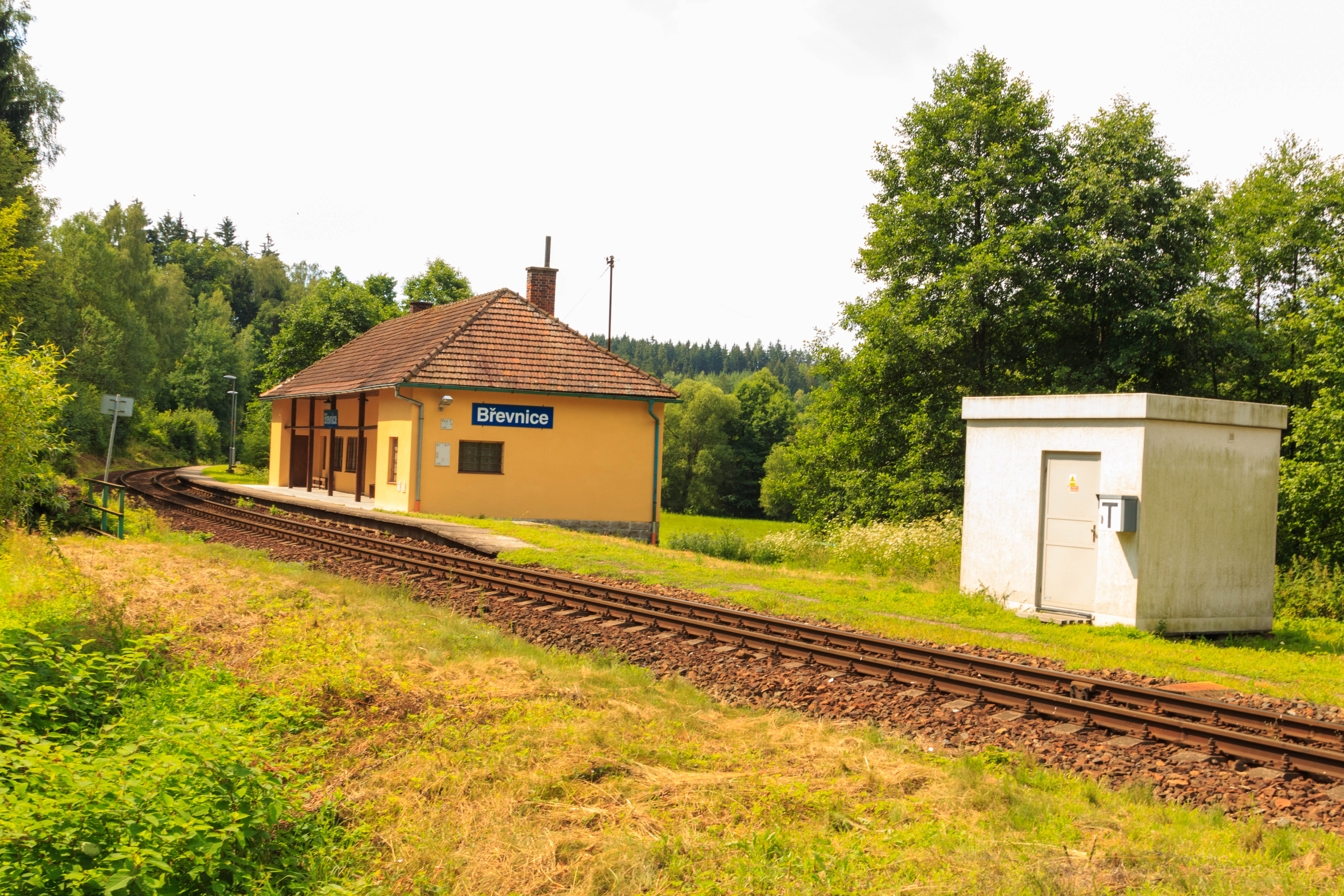
Břevnice
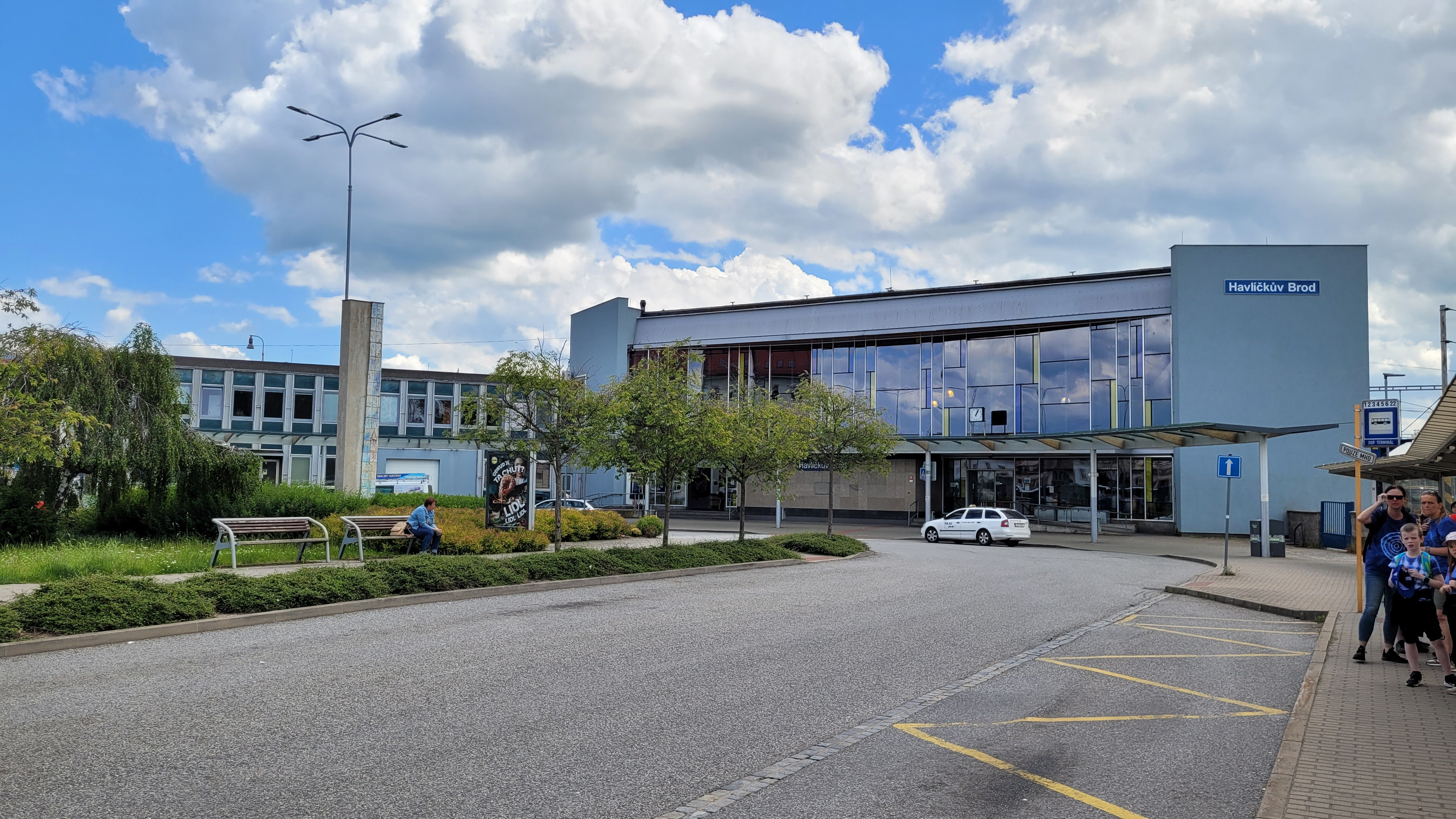
Havlíčkův Brod